# Prang Pha Kho

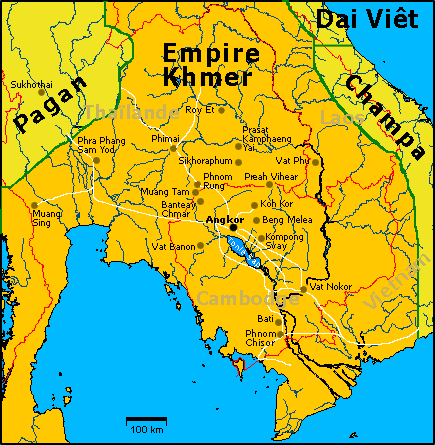
Principaux sites khmers

Le Prang Pha Kho est un temple khmer situé en Thaïlande, dans la Province de Nakhon Ratchasima. Malgré son nom de prang, c'est en fait un prasat. C'est un petit ensemble de bâtiments en brique et grès. La tour principale est située au centre, et orientée à l'est. Les deux autres tours se font face à face et ont la même forme que la tour principale. Chacune est construite sur une plateforme en latérite.
Les fouilles exécutées en 1990-1991 par le Département des Beaux Arts de Thaïlande ont permis de déterminer que cet ensemble était un sanctuaire hindouiste bâti au XIe siècle.

## Photographies

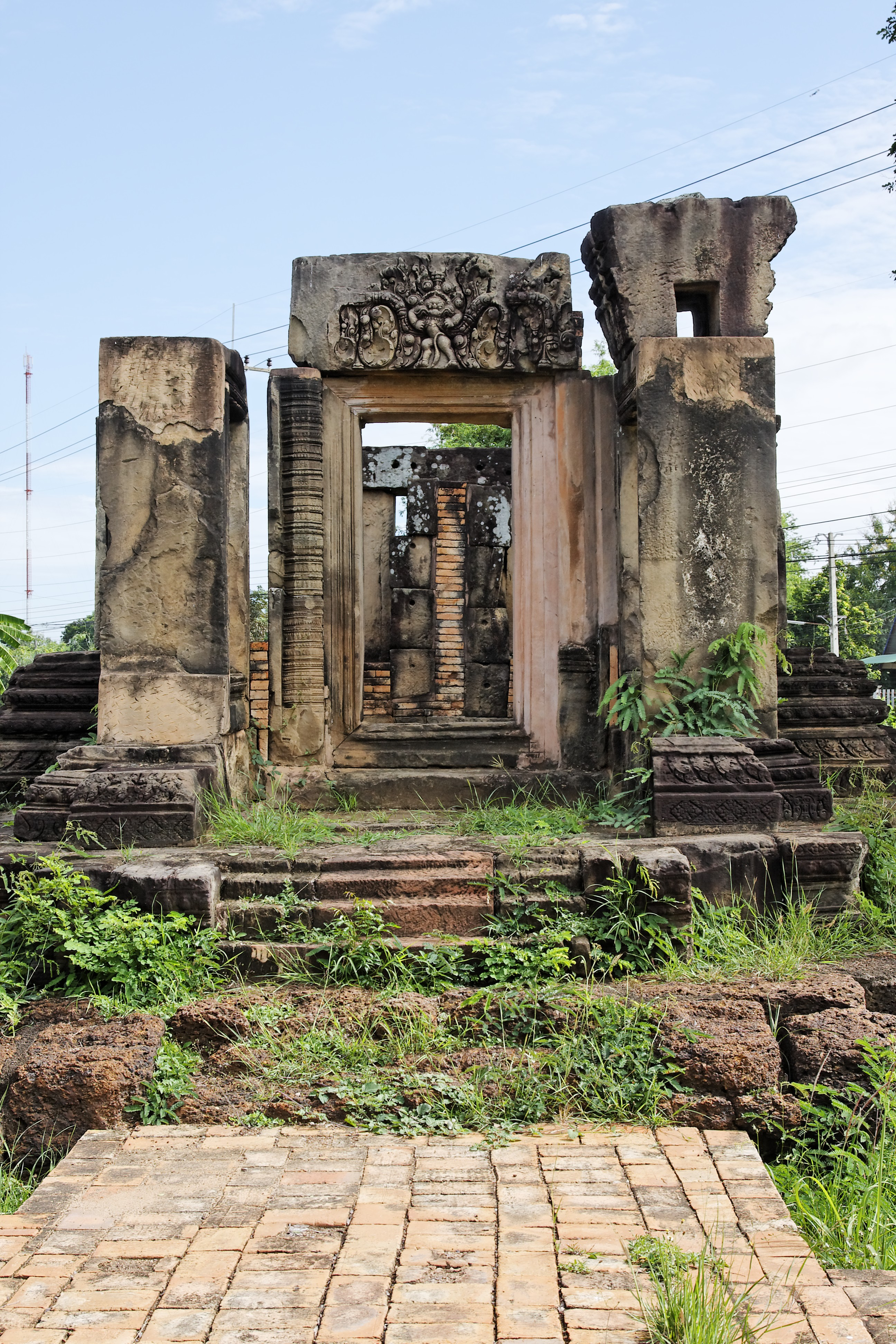
Entrée du prasat principal: plateforme de latérite, restes de porte en grès, surmontée d'un linteau
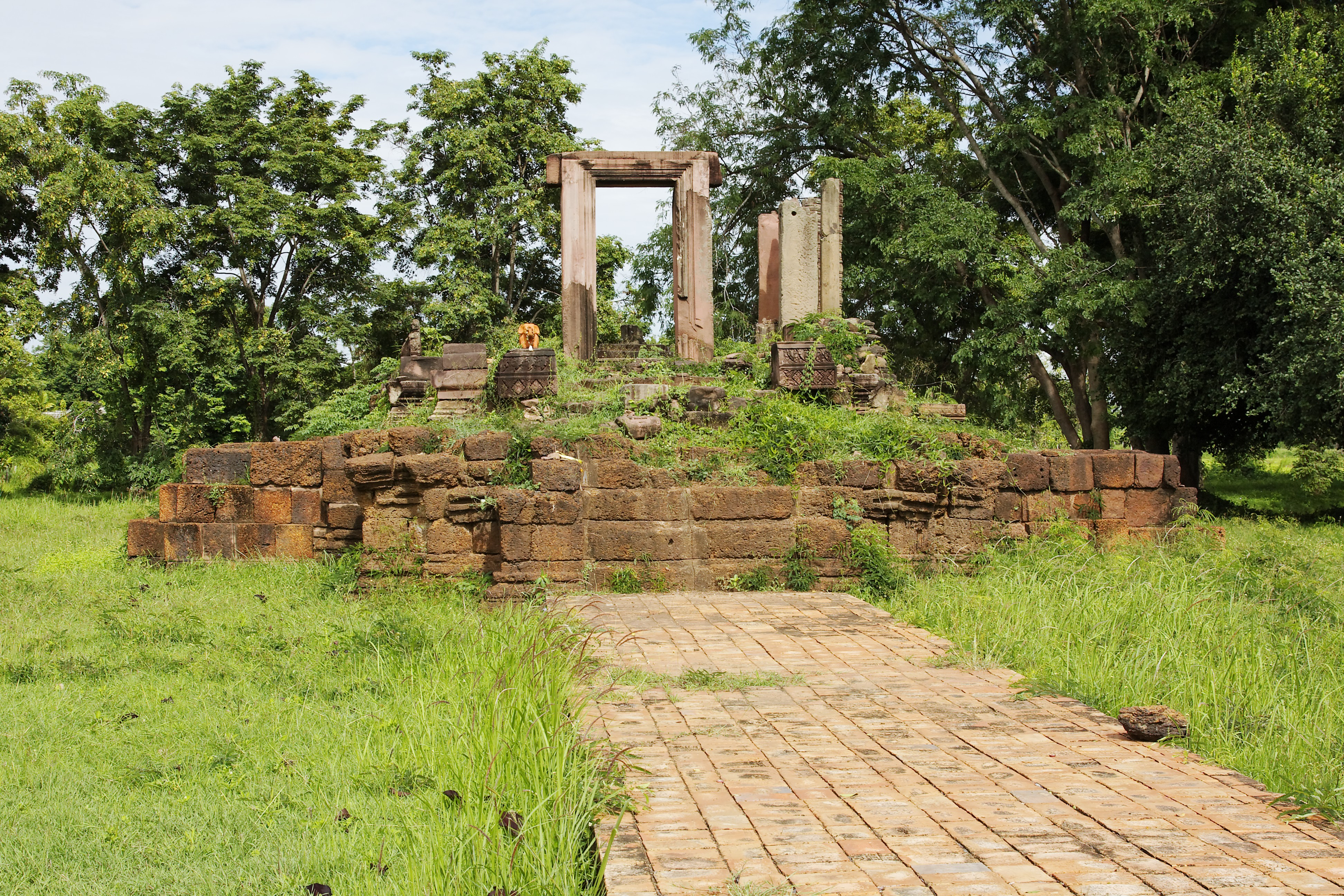
Prasat secondaire, sur le même modèle que le bâtiment principal
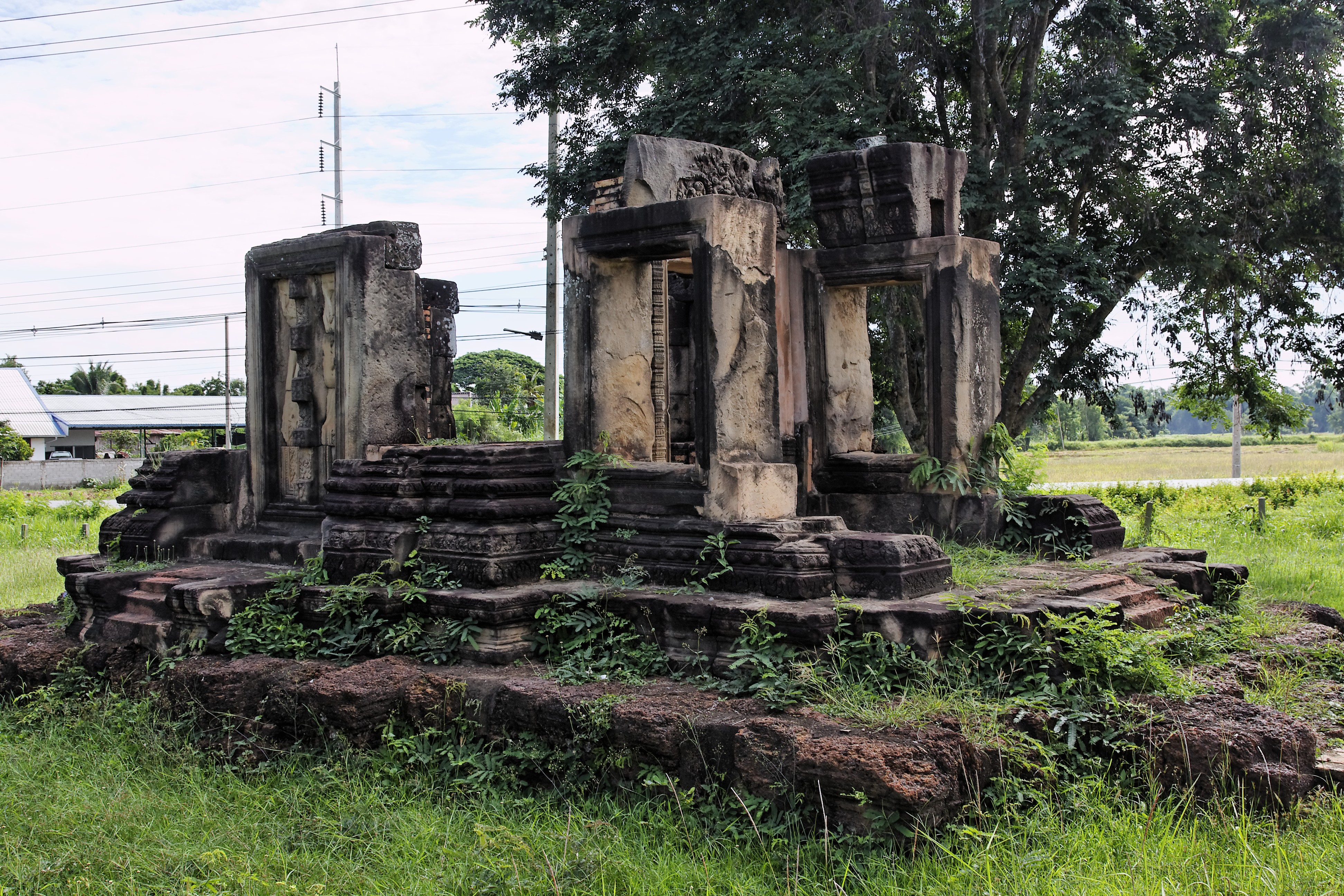
Prasat secondaire, sur le même modèle que le bâtiment principal
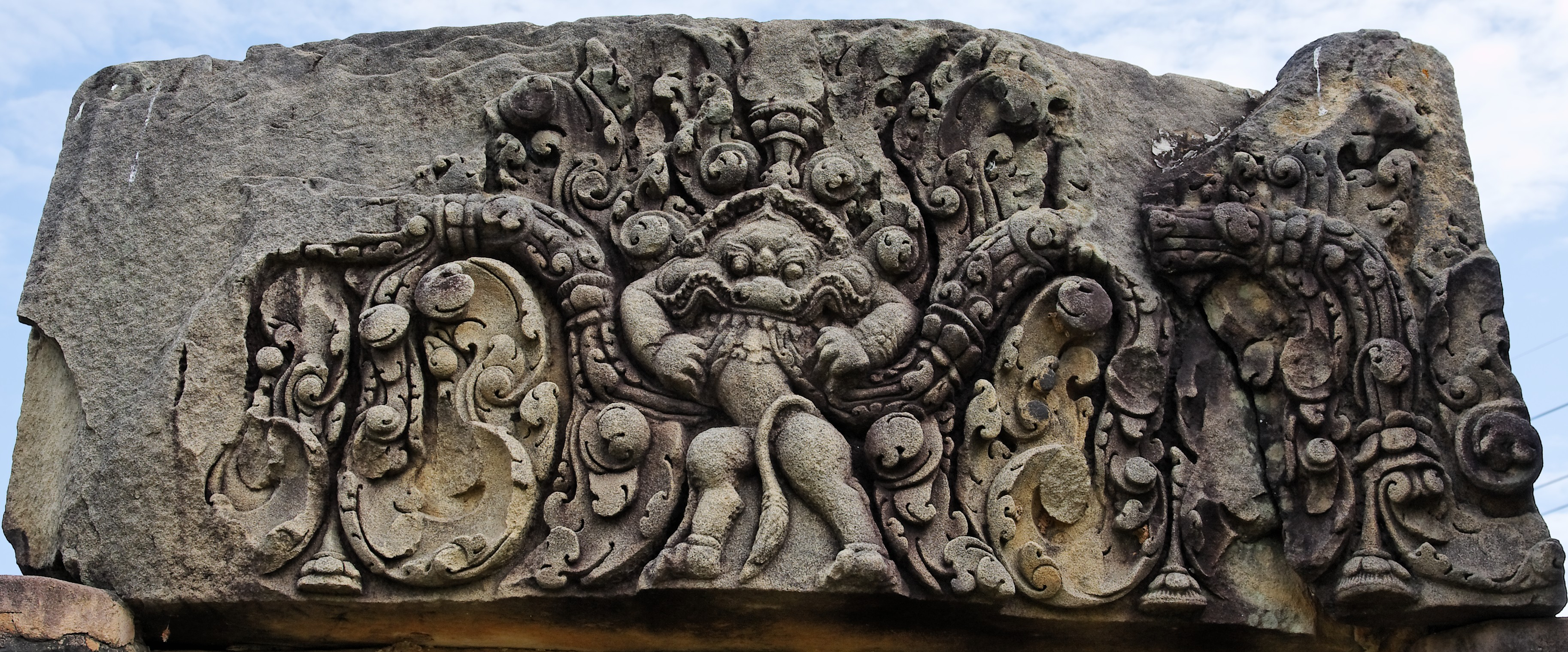
Linteau: lion crachant des guirlandes
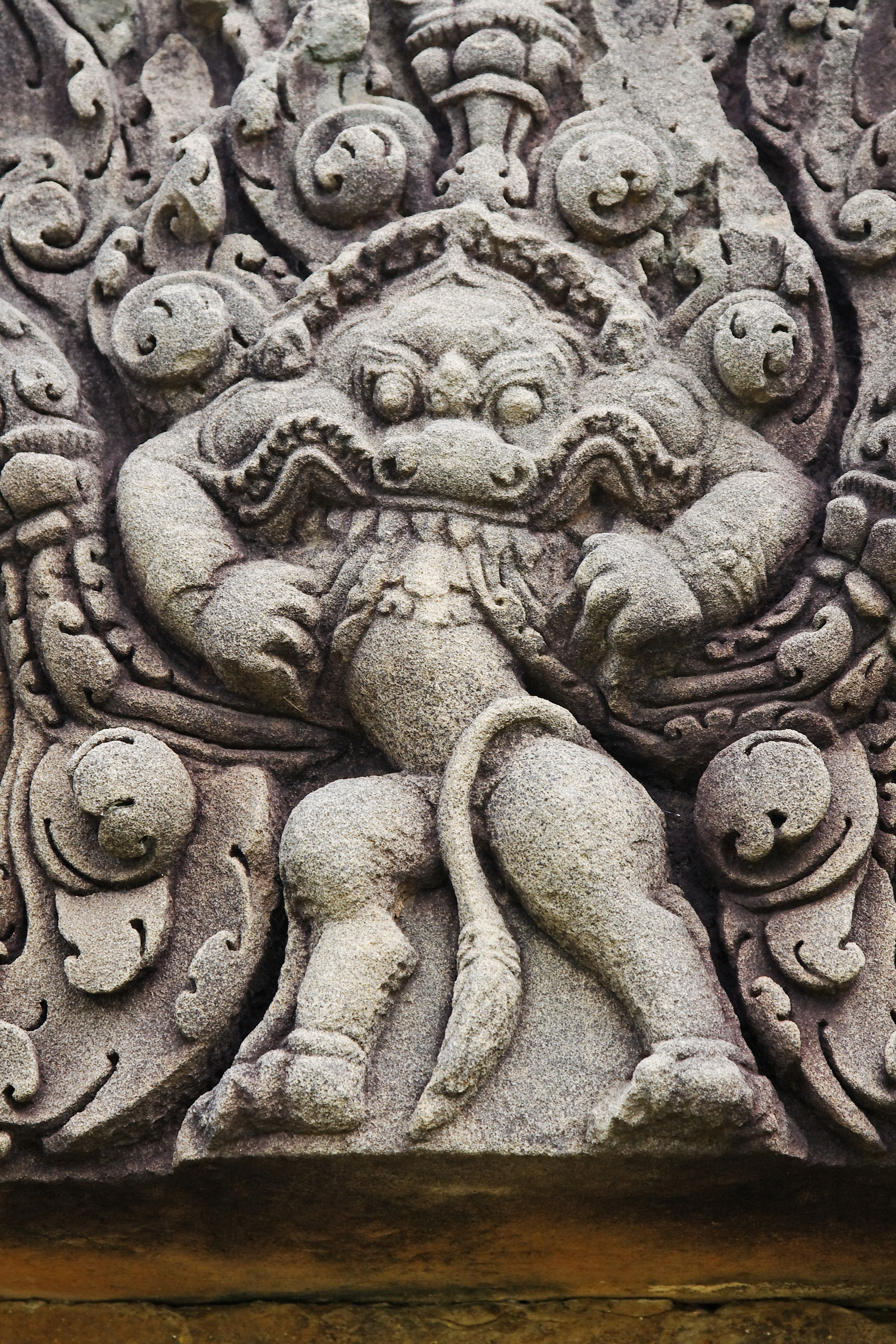
Détail d'un inteau: lion crachant des guirlandes
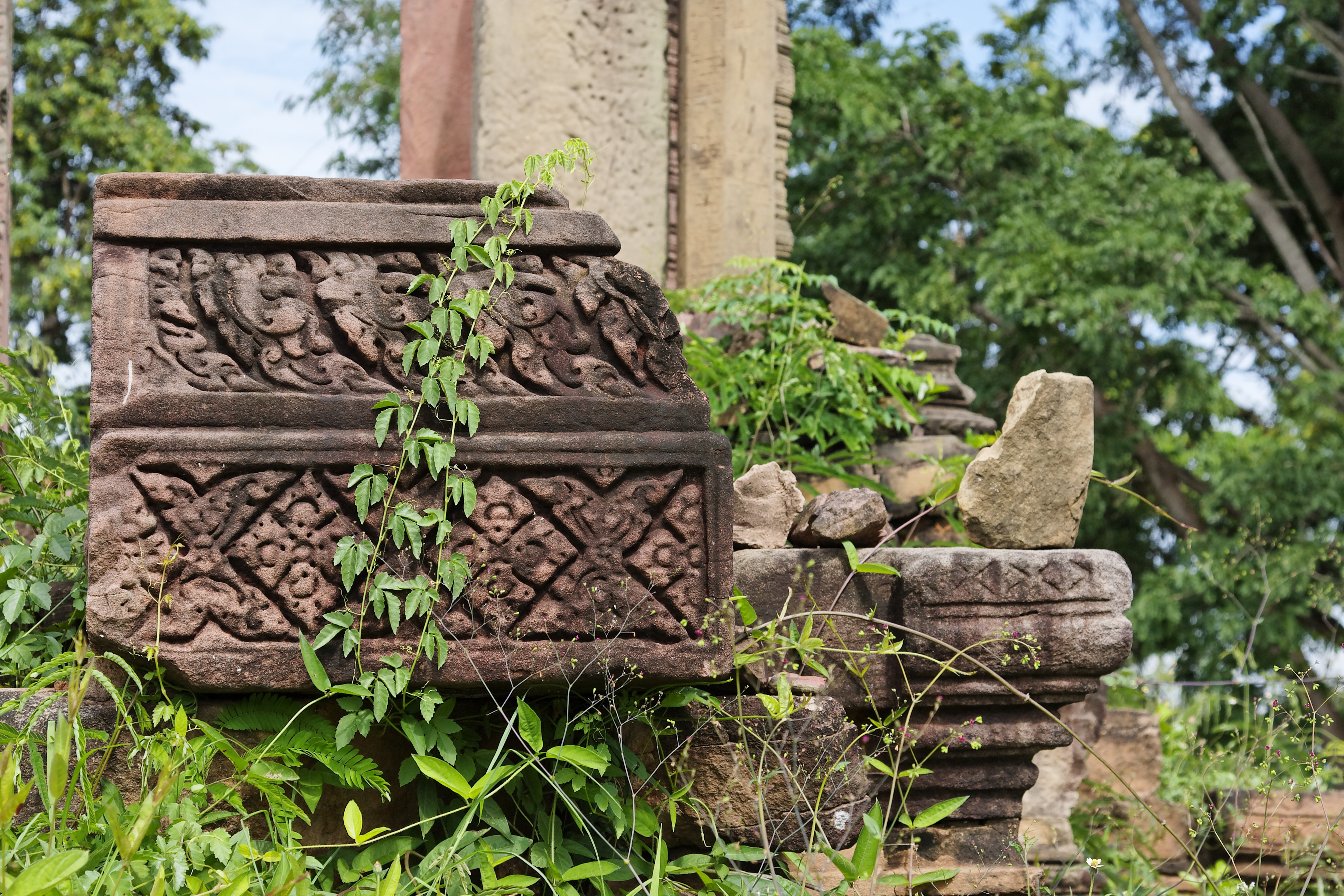
Élément de frise
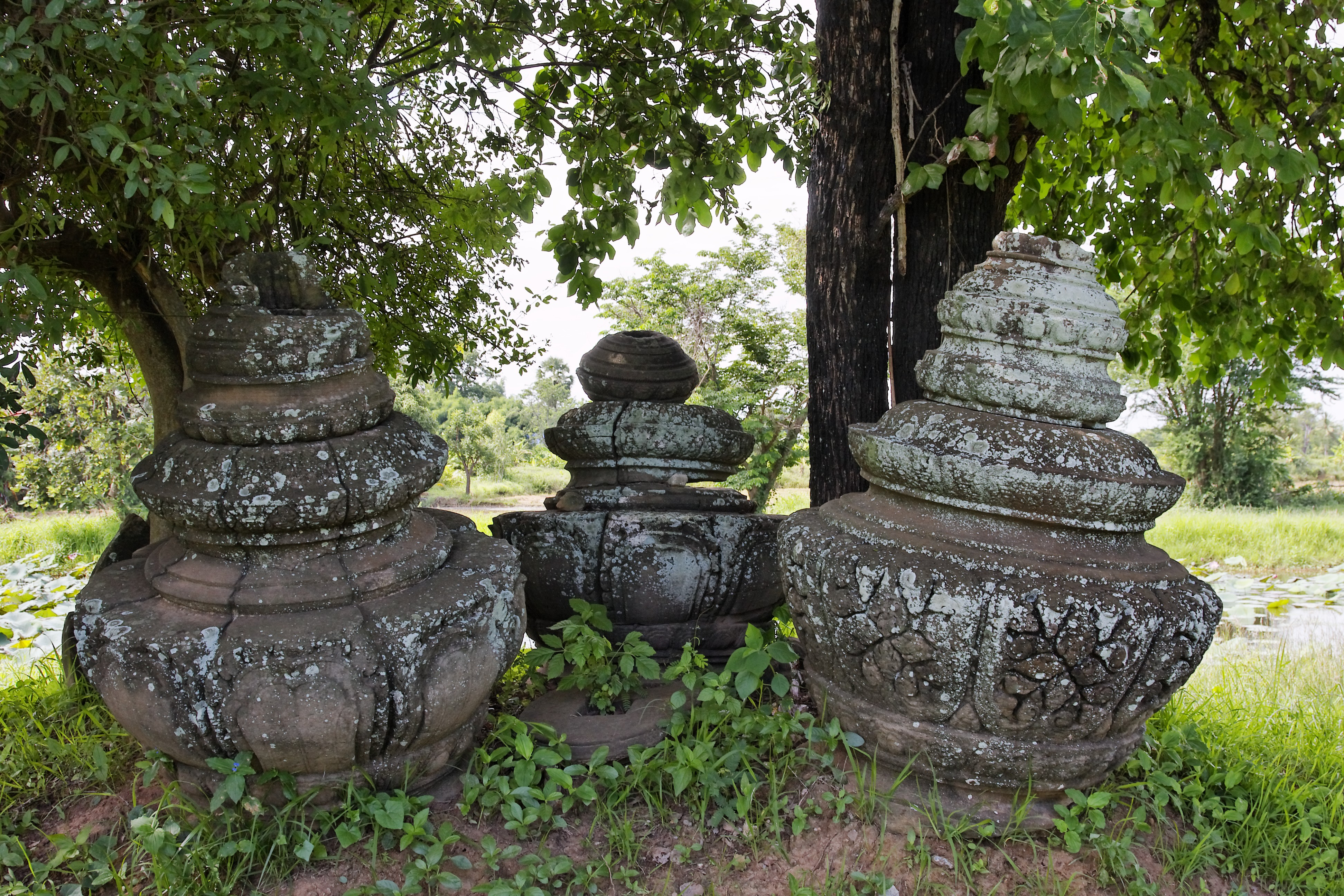
les trois boutons de fleur de lotus, qui ornaient le haut des tours